# Belknap (Montana)
Belknap – jednostka osadnicza w Stanach Zjednoczonych, w stanie Montana, w hrabstwie Sanders.